# Palazzo Pitti

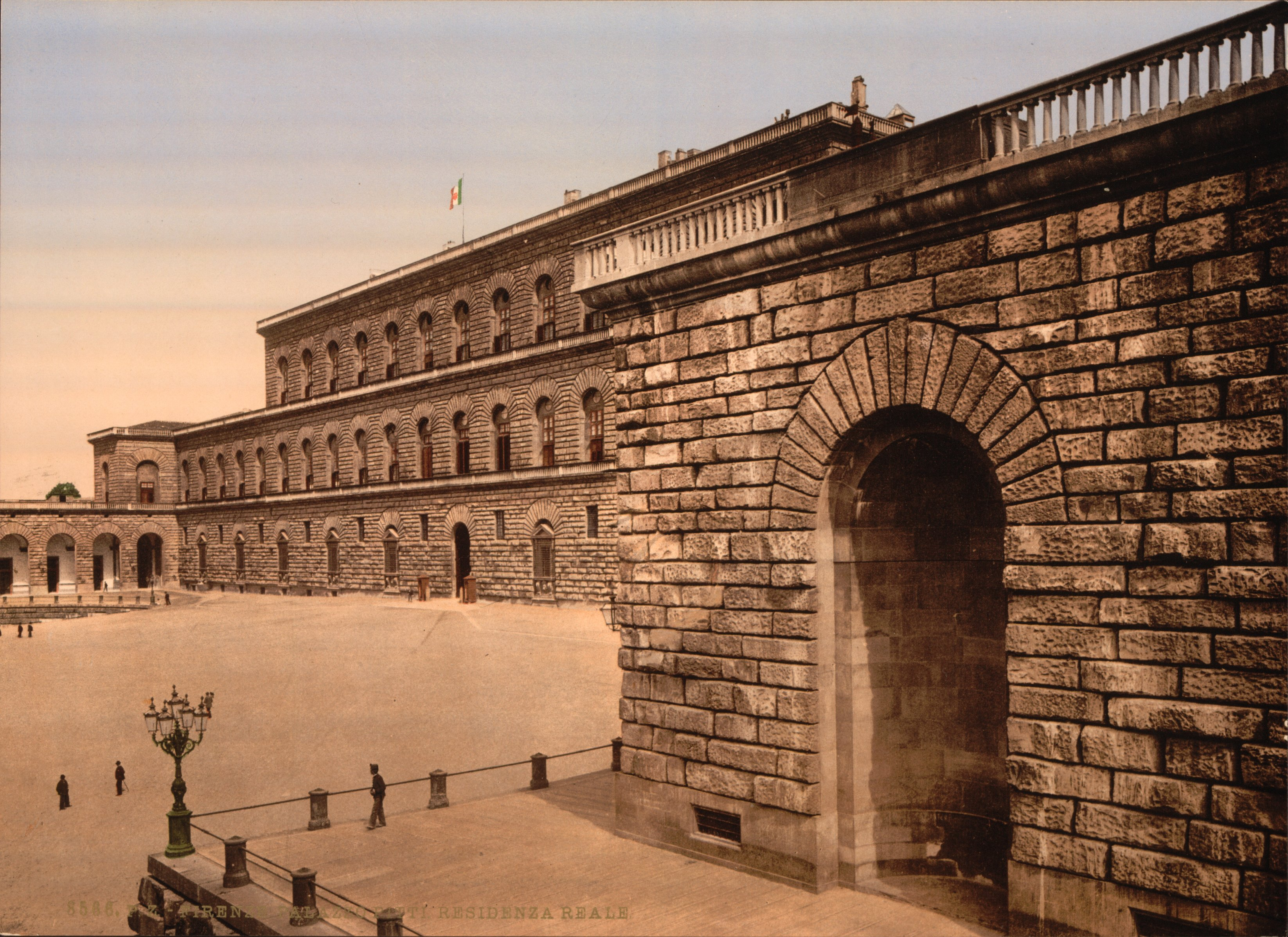
Bức ảnh đầu tiên của thế kỷ 20, được tô màu của Palazzo Pitti, sau đó vẫn được gọi là La Residenza Reale sau khi vua Victor Emmanuel II cư ngụ giữa năm 1865 và 1871, khi Florence còn là thủ đô của Ý.

Palazzo Pitti (phát âm tiếng Ý: [paˈlattso ˈpitti]), trong tiếng Anh đôi khi được gọi là Cung điện Pitti, là một cung điện rộng lớn, chủ yếu mang tính Phục hưng ở Florence, Ý. Nó nằm ở phía nam của sông Arno, cách Ponte Vecchio một quãng ngắn. Cốt lõi của cung điện hiện tại có từ năm 1458 và ban đầu là nơi cư trú của Luca Pitti, một lãnh đạo ngân hàng Florentine đầy tham vọng.
Cung điện này được gia đình Medici mua vào năm 1549 và trở thành nơi cư trú chính của các gia đình cầm quyền của Đại công tước xứ Tuscany. Cung điện phát triển thành một ngôi nhà chứa các kho báu vĩ đại khi các thế hệ sau này tích lũy các bức tranh, đĩa, đồ trang sức và tài sản xa xỉ tại đây.
Vào cuối thế kỷ 18, cung điện này được Napoleon sử dụng làm căn cứ quyền lực và sau đó phục vụ trong một thời gian ngắn với tư cách là cung điện hoàng gia chính của nước Ý mới thống nhất. Cung điện và những gì bên trong của nó đã được vua Victor Emmanuel III tặng cho người dân Ý vào năm 1919.
Cung điện này hiện là khu phức hợp bảo tàng lớn nhất ở Florence. Khối palazzo chính, thường trong một tòa nhà của thiết kế này được gọi là corps de logis, là 32.000 mét vuông. Nó được chia thành một số phòng trưng bày chính hoặc bảo tàng chi tiết dưới đây.

## Lịch sử

### Lịch sử ban đầu

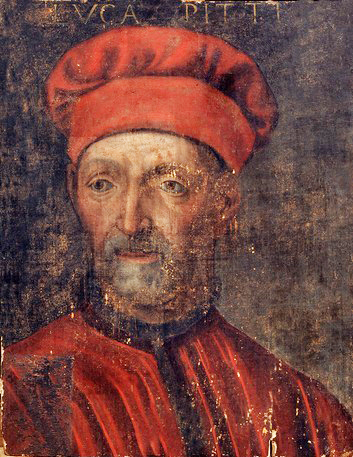
Luca Pitti (1398 – 1472) bắt đầu xây dựng cung điện vào năm 1458.

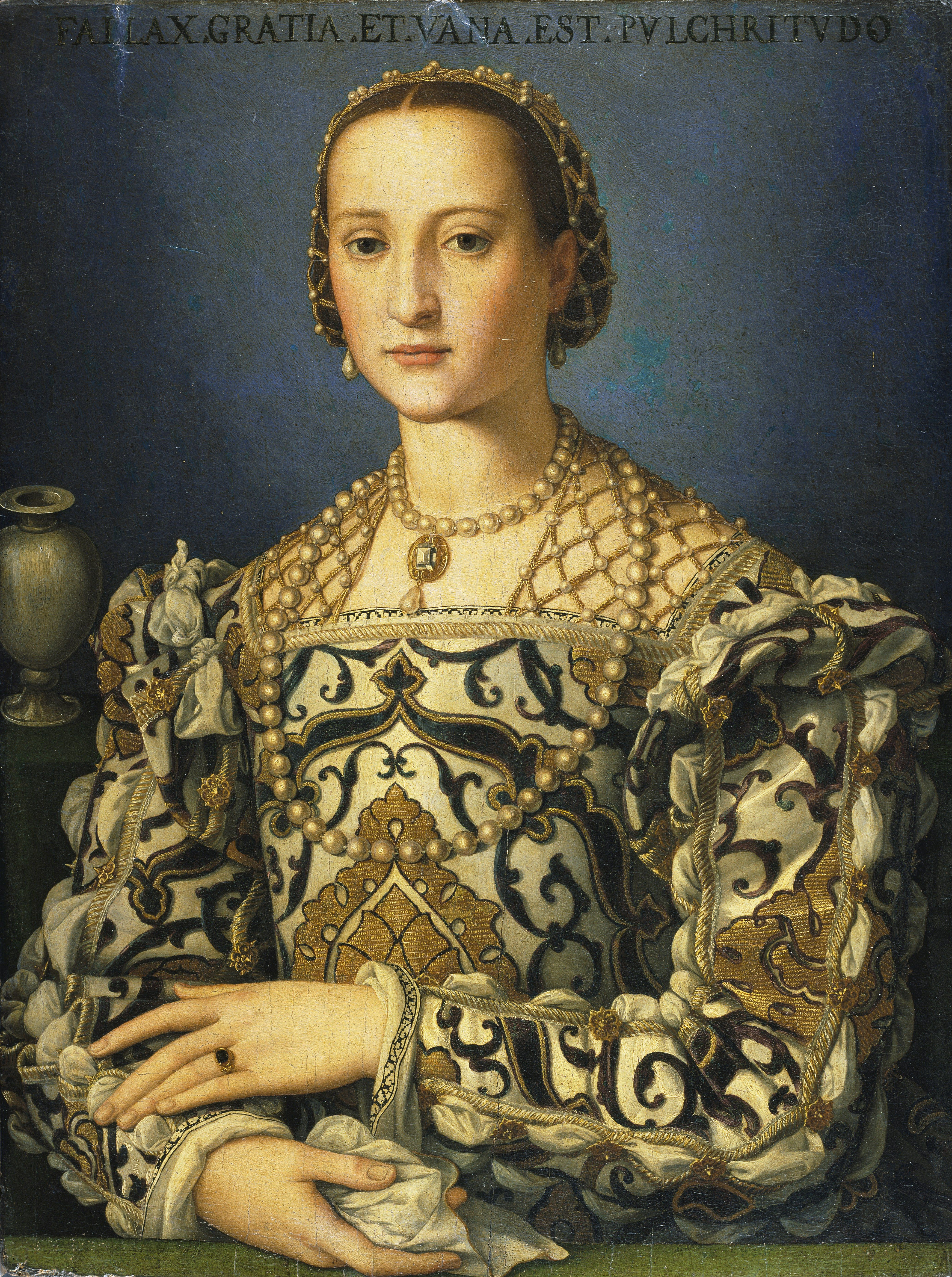
Eleanor xứ Toledo, Công tước phu nhân xứ Florence, đã mua cung điện này từ Pitti vào năm 1549 cho nhà Medici. Chân dung này vẽ theo Bronzino.

Việc xây dựng tòa nhà nghiêm trọng và mang tính cấm đoán này  đã được ủy quyền cho lãnh đạo ngân hàng Florentine Luca Pitti (1398-1472), một người ủng hộ chính và là bạn của Cosimo de 'Medici. Lịch sử ban đầu của Palazzo Pitti là sự pha trộn giữa thực tế và huyền thoại. Pitti được cho là đã chỉ thị rằng các cửa sổ phải lớn hơn lối vào của Palazzo Medici. Nhà sử học nghệ thuật thế kỷ 16 Giorgio Vasari đã cho rằng Brunelleschi là kiến trúc sư của cung điện, và học trò của ông Luca Fancelli chỉ là trợ lý của ông trong việc này, nhưng ngày nay, chính Fancelli là người được ghi công trong việc xây dựng. Bên cạnh sự khác biệt rõ ràng từ phong cách của kiến trúc sư cao tuổi, Brunelleschi đã chết 12 năm trước khi việc xây dựng cung điện bắt đầu. Thiết kế và cửa sổ cho thấy kiến trúc sư vô danh có nhiều kinh nghiệm về kiến trúc trong nước thực dụng hơn là các quy tắc nhân văn được Alberti định nghĩa trong cuốn sách De Re Aedificatoria của ông.